# Golgotha (Chagall)
Pour les articles homonymes, voir Golgotha (homonymie).
Golgotha est un tableau réalisé par le peintre russe Marc Chagall en 1912. Cette huile sur toile représente le Christ en croix. Elle est conservée au Museum of Modern Art, à New York.